# Christiane Raabe
Christiane Raabe (* 7. Dezember 1962 in Ludwigsburg) ist eine deutsche Bibliothekarin.

## Leben
Sie wuchs als Tochter des Literaturwissenschaftlers und Bibliothekars Paul Raabe in Marbach am Neckar und Wolfenbüttel auf. Nach dem Studium der Malerei an der HBK Braunschweig und der Geschichte an der TU Braunschweig arbeitete sie als wissenschaftliche Mitarbeiterin des Friedrich-Meinecke-Instituts an der FU Berlin und promovierte 1992 im Fach Mittelalterliche Geschichte über das Zisterzienserkloster Mariental bei Helmstedt. Anschließend arbeitete sie als Verlagslektorin im K. G. Saur Verlag in München.
Seit 2007 ist sie Direktorin der Internationalen Jugendbibliothek in München. Sie hat viele internationale Projekte, etwa das White Ravens Festival für internationale Kinder- und Jugendliteratur begründet, und zahlreiche Ausstellungen, darunter eine große Ausstellung zur internationalen Märchenillustration und eine Ausstellung zum Leben und Werk von Walter Trier, kuratiert. Sie ist geschäftsführender Vorstand der Stiftung Internationale Jugendbibliothek, Vorstandsvorsitzende der Binette Schroder Stiftung zur kulturellen Förderung internationaler Kinderbuchillustration und der Ellis Kaut Stiftung. Seit 2015 ist sie Mitglied im Kuratorium der Bayerischen Akademie der Wissenschaften, seit 2017 zudem Vorstandsvorsitzende der Gesellschaft der Freunde der Bayerischen Akademie der Wissenschaften, und seit 2016 Mitglied im Beirat Literatur und Übersetzungsförderung des Goethe-Instituts. Sie ist Mitglied im Wissenschaftlichen Beirats des Jahrbuchs der Gesellschaft für Kinder- und Jugendliteraturforschung (GKJF) und im Beirat der Buchwissenschaft an der LMU München. Zudem gehörte sie der Jury des Bayerischen Kunstförderpreises und des Erich Kästner Preises für Literatur an und ist Mitglied in der Jury für den James Krüss Preis für internationale Kinder- und Jugendliteratur.

## Werke (Auswahl)
- Das Zisterzienserkloster Mariental 1138 bis 1337: Die Besitz- und Wirtschaftsgeschichte unter Einbeziehung der politischen und ordensgeschichtlichen Stellung. Duncker & Humblot, Berlin 1995, ISBN 978-3-428-08630-6
- Spaziergänge durch das München berühmter Frauen, mit Katharina Festner, Arche Verlag, Zürich Hamburg 1996, ISBN  978-3-7160-3604-4
- Deine kleine Hand, mein Herz, fiel aus meiner längst: Ricarda und Lilly Huch. In: Deutsche Schwestern: vierzehn biographische Porträts. Rowohlt, Berlin 1997, 244–280, ISBN 3-87134-300-5
- Spaziergänge durch Mozarts Salzburg, mit Katharina Festner, Arche Verlag, Zürich-Hamburg 2000, ISBN  9783716022689
- Das Bücherschloss: Mitteilungen aus der Internationalen Jugendbibliothek. Internationale Jugendbibliothek, München 2008ff. (als Herausgeberin), ISSN 2074-515X
- Guten Tag, lieber Feind: Bilderbücher für Frieden und Menschlichkeit. Ausstellungskatalog, Internationale Jugendbibliothek, München 2014 (als Herausgeberin)
- Es geht um die Kinder. Bücher für den Frieden. In: JuLit H3, 2015.
- Kinderbilder als Friedensboten. Internationale Kinderbilderausstellungen der Internationalen Jugendbibliothek in München in der Nachkriegszeit. In: Das Bücherschloss 2018/2019, 2020
- Die Geschichte der Internationalen Jugendbibliothek in München. In: kjl&m 21.1, 2021 ISSN 1864-144X
- Schreiben für die Niemandskinder. Heimat und Heimatlosigkeit in der Kinderliteratur der Nachkriegszeit. In: Heimat und Fremde. treibhaus. Jahrbuch für Literatur der fünfziger Jahre 07/2021, ISBN  978-3-96707-538-0
- Märchenhafter Orient – Projektionen eines Landes der Phantasie. Herausgegeben von Markus May und Christiane Raabe. (Beiträge zur neueren Literaturgeschichte Bd. 416). Winter, Heidelberg 2023, ISBN  978-3-8253-4883-0
- Jella Lepman. Journalistin, Autorin, Gründerin der Internationalen Jugendbibliothek. Eine Wiederentdeckung. Herausgegeben von Gabriele von Bassermann-Jordan, Waldemar Fromm, Christine Haug, Christiane Raabe. Allitera, München 2024, ISBN 978-3-96233-439-0

## Auszeichnungen
- 2014 Medaille für besondere Verdienste um Bayern in einem Vereinten Europa
- 2024 Bayerischer Verdienstorden